# 무료

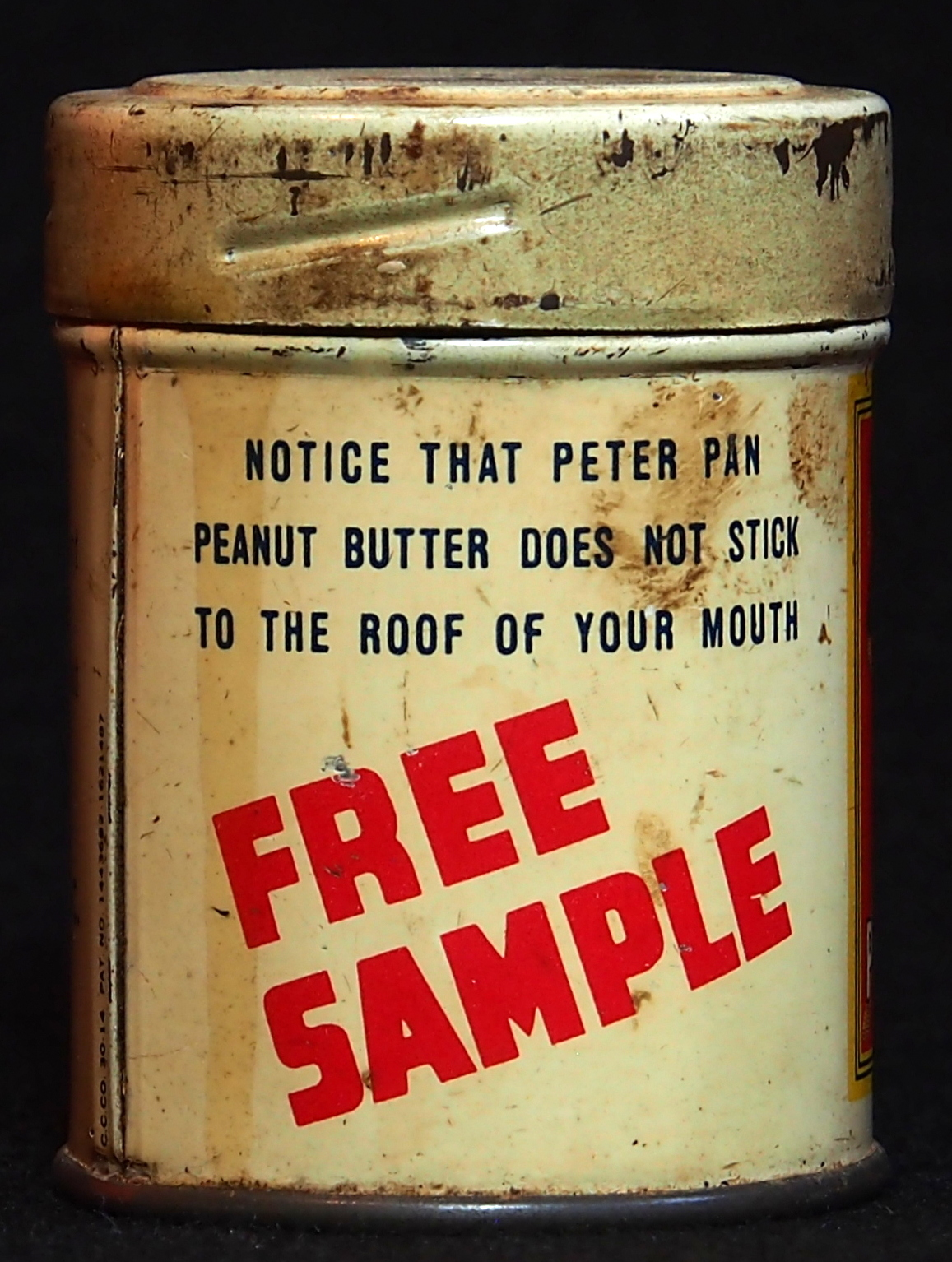

무료(無料)는 제품이나 서비스 제공에 대해 비용을 받지 않는 것을 말한다. 공짜 또는 무상(無償)이라고도 한다.